# Mercedes F1 W06 Hybrid
De Mercedes F1 W06 Hybrid is een Formule 1-auto, die in 2015 werd gebruikt door het Formule 1-team van Mercedes GP.

## Onthulling
Op 1 februari 2015 werd de F1 W06 Hybrid officieel onthuld op het Circuito Permanente de Jerez, nadat Mercedes op 29 januari al de eerste foto's online plaatste. De auto werd bestuurd door Nico Rosberg en regerend wereldkampioen Lewis Hamilton.

## Prestaties
De prestatie van de F1 W06 Hybrid was een van de dominantste in de geschiedenis van de Formule 1. De wagen scoorde 703 punten, uit een maximum van 817 (86,0%). Beide auto's finishten negen keer op rij op het podium, daarmee evenaarde Mercedes het record van Ferrari.
Het team won het Constructeurskampioenschap voor de tweede keer op rij bij de Grote Prijs van Rusland, de 15de race van het seizoen. Hamilton won zijn derde wereldtitel bij de volgende race, de Grote Prijs van Amerika, die hij won. Het was zijn tiende overwinning van het seizoen.
De F1 W06 Hybrid won zestien van de negentien races (tien overwinningen voor Hamilton en zes voor Rosberg), achttien pole posities (elf voor Hamilton en zeven voor Rosberg), dertien snelste ronden (acht voor Hamilton en vijf voor Rosberg). Hamilton en Rosberg startten vijftien keer samen vanop de eerste startrij en finishten twaalf keer als één en twee tijdens de race.

## Resultaten
| Resultaat                       |
| ------------------------------- |
| Winnaar                         |
| Tweede plaats                   |
| Derde plaats                    |
| Gefinisht (punten behaald)      |
| Gefinisht (geen punten behaald) |
| Niet geklasseerd (NC)           |
| Uitgevallen (DNF)               |
| Niet gekwalificeerd (DNQ)       |
| Gediskwalificeerd (DSQ)         |
| Niet gestart (DNS)              |
| Gewond (INJ)                    |
| Uitgesloten (EX)                |
| Teruggetrokken (WD)             |
| Niet deelgenomen (blanco cel)   |
| P Pole position                 |
| S Snelste ronde                 |

| Jaar | Chassis                | Motor                                | Banden | Coureurs       | 1   | 2   | 3   | 4   | 5   | 6   | 7   | 8   | 9   | 10  | 11  | 12  | 13  | 14  | 15   | 16  | 17  | 18  | 19  | 20 | Punten | WK-plaats |
| ---- | ---------------------- | ------------------------------------ | ------ | -------------- | --- | --- | --- | --- | --- | --- | --- | --- | --- | --- | --- | --- | --- | --- | ---- | --- | --- | --- | --- | -- | ------ | --------- |
| 2015 | Mercedes F1 W06 Hybrid | Mercedes-Benz PU106B Hybrid V6 Turbo | P      |                | AUS | MAL | CHN | BHR | ESP | MON | CAN | AUT | GBR | HUN | BEL | ITA | SIN | JPN | RUS  | USA | MEX | BRA | ABU |    | 703    | Goud      |
| 2015 | Mercedes F1 W06 Hybrid | Mercedes-Benz PU106B Hybrid V6 Turbo | P      | Lewis Hamilton | 1PS | 2P  | 1PS | 1P  | 2S  | 3P  | 1P  | 2P  | 1PS | 6P  | 1P  | 1PS | DNF | 1S  | 1    | 1   | 2   | 2S  | 2S  |    | 703    | Goud      |
| 2015 | Mercedes F1 W06 Hybrid | Mercedes-Benz PU106B Hybrid V6 Turbo | P      | Nico Rosberg   | 2   | 3S  | 2   | 3   | 1P  | 1   | 2   | 1S  | 2   | 8   | 2S  | 17  | 4   | 2P  | DNFP | 2PS | 1PS | 1P  | 1P  |    | 703    | Goud      |
| Jaar | Chassis                | Motor                                | Banden | Coureurs       | 1   | 2   | 3   | 4   | 5   | 6   | 7   | 8   | 9   | 10  | 11  | 12  | 13  | 14  | 15   | 16  | 17  | 18  | 19  | 20 | Punten | WK-plaats |

* Het huidige seizoen
Ferrari SF15-T ·
Force India VJM08 ·
Lotus E23 Hybrid ·
Marussia MR03B ·
McLaren MP4-30 ·
Mercedes F1 W06 Hybrid ·
Red Bull RB11 ·
Sauber C34 ·
Toro Rosso STR10 ·
Williams FW37